# Monte Pozzotello
Il Monte Pozzotello (1.995 m s.l.m.) è un rilievo dei monti Ernici, tra il Lazio e l'Abruzzo, tra la provincia di Frosinone e quella di provincia dell'Aquila, nel comune di Guarcino.